# Sint-Jozef-Klein-Seminarie

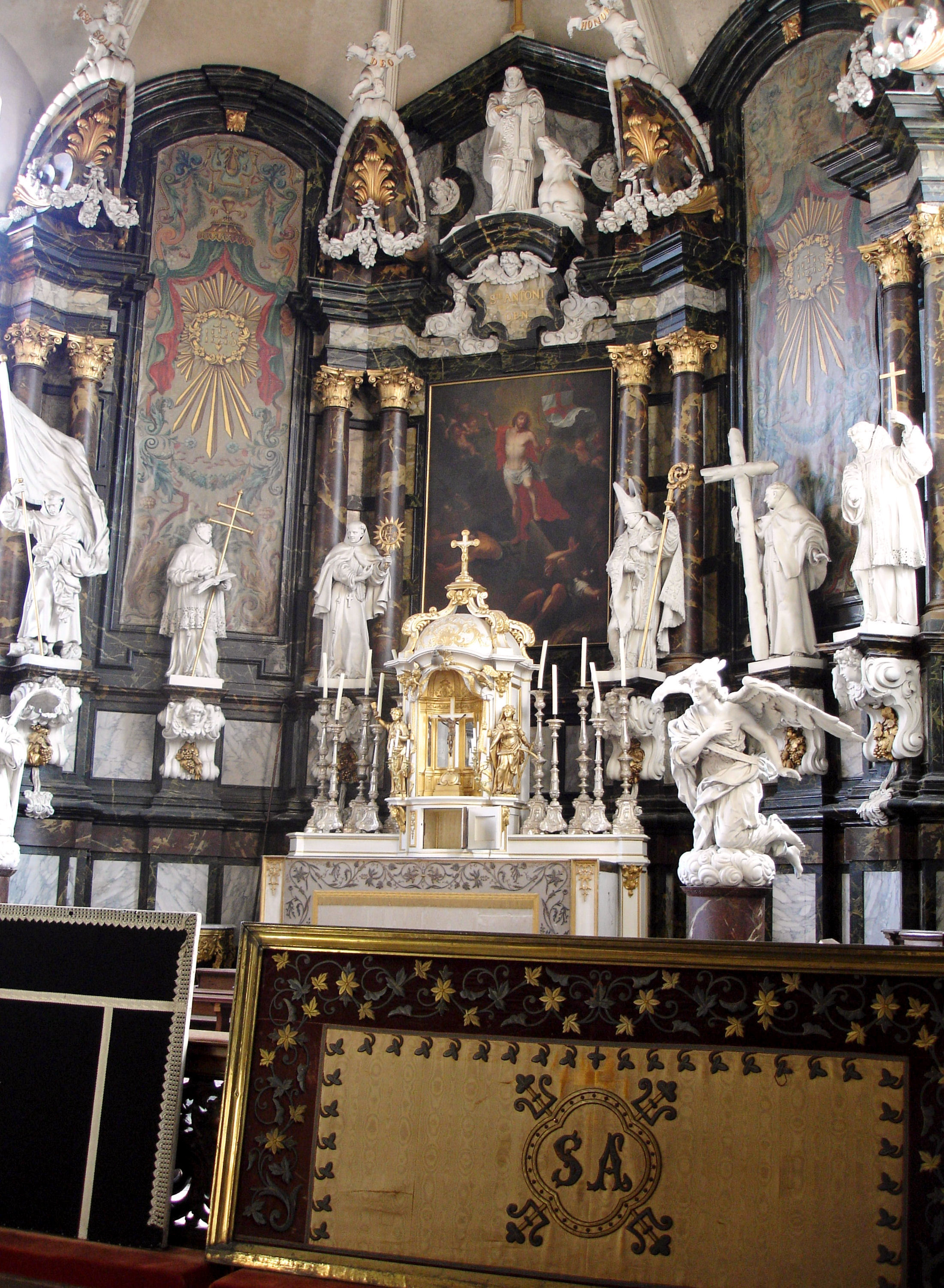
Hoogaltaar (1698) van de Sint-Antoniuskerk, met snijwerk door broeder Jan Boecksent. Er werd gekozen om heiligen uit de serafijnse orde te plaatsen.

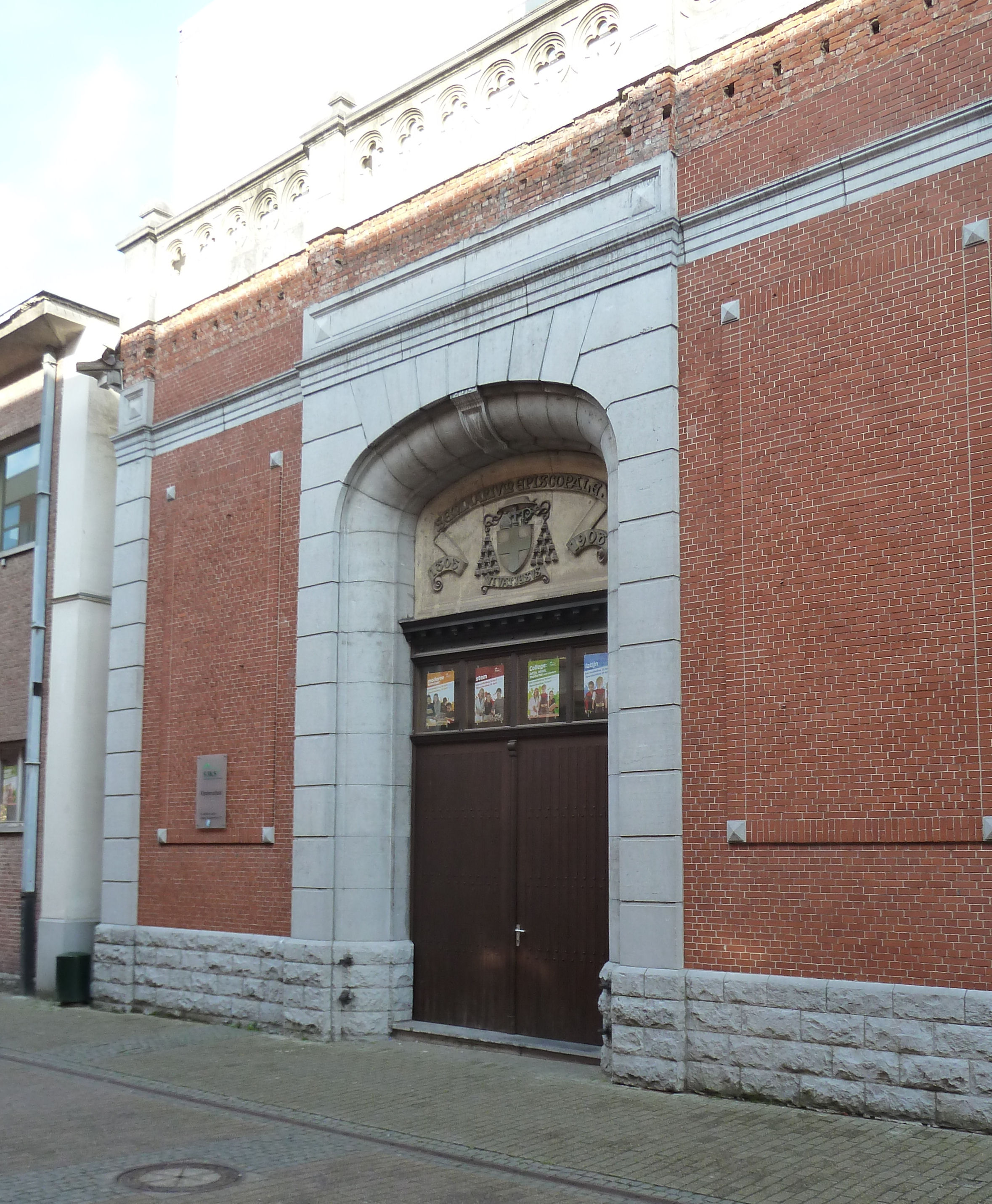
Ingang van de Feestzaal, ontwerp van Henri Derre, gebouwd in 1908 naar aanleiding van het 100-jarig bestaan van de school.

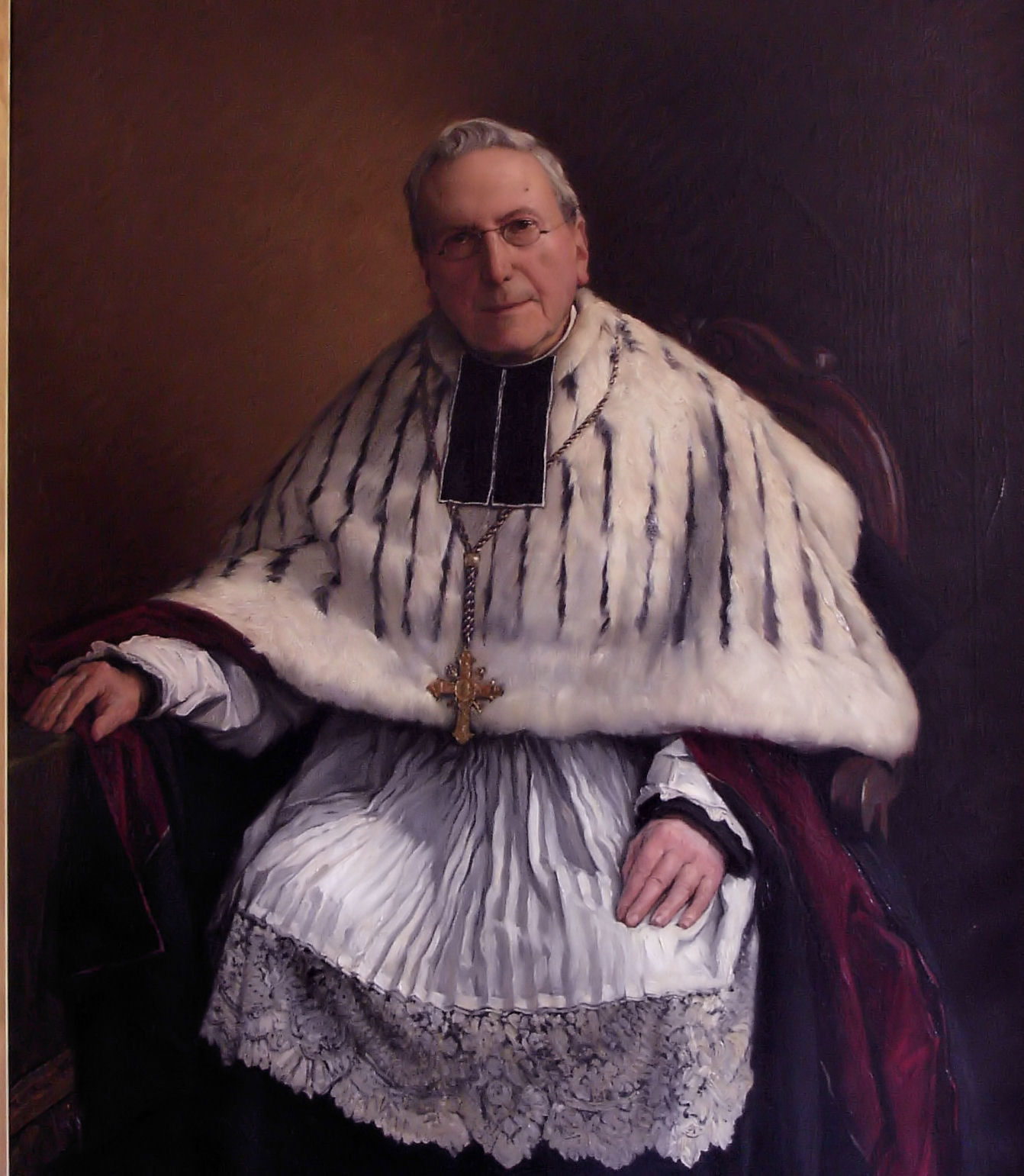
Kanunnik Pierre-Louis Stillemans, broer van bisschop Antoon Stillemans.

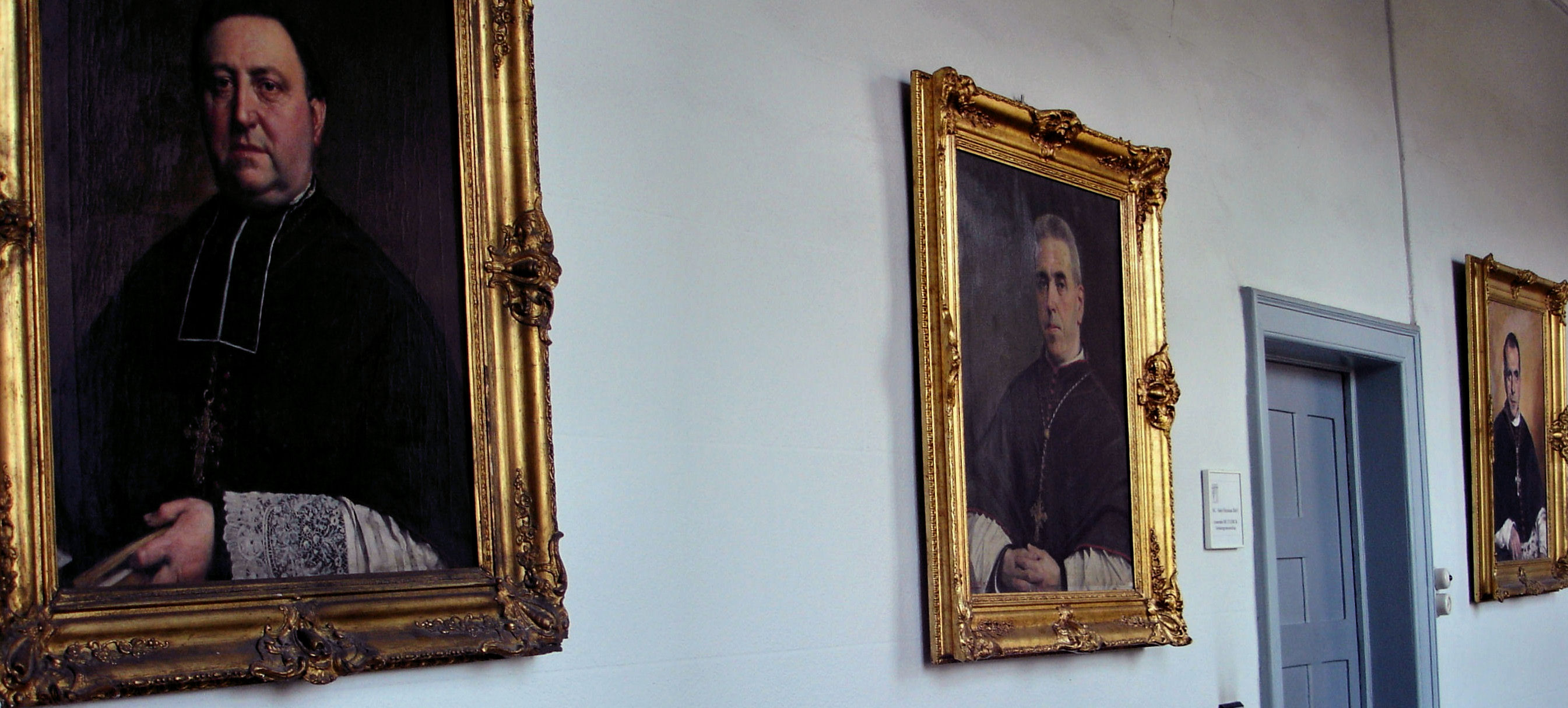
De portrettengang van de hoge clerus, links superior Stillemans

Het Sint-Jozef-Klein-Seminarie is een katholiek college in de Belgische stad Sint-Niklaas. Het was decennialang het belangrijkste bisschoppelijk college van het Bisdom Gent. De huidige school ontstond door de fusie in 1950 van het voormalige Sint-Jozefsinstituut (in de ankerstraat) en het bisschoppelijke Klein-Seminarie, waarna de naam hervormd werd tot Sint-Jozef-Klein-Seminarie.

## Geschiedenis
Oorspronkelijk werden de 17e-eeuwse gebouwen en kloosterkerk opgetrokken in opdracht van de minderbroeders-recolletten, die hier tot aan de Franse Revolutie (1789 - 1799) leefden. Nadat zij tijdens de revolutie uit het convent waren verdreven, werd in 1808 het gebouw verkocht aan het Bisdom Gent, op last van bisschop Maurits de Broglie, door Jr. Ghislenus van der Sare de Maeneghem, die de voormalige conventsgebouwen en de barokke kapel redde van de sloop. Het bisdom verkoos de locatie om er een nieuw kleinseminarie in onder te brengen, en liet het aanzienlijk uitbreiden en verfraaien met o.a. een nieuwe classicistische gevel met fronton. De bisschop benoemd als eerste superior kanunnik Guillaume De Smet.
In 1908 werd het honderdjarig bestaan van de school gevierd, en gaf superior Raymond De Groote de opdracht aan de architect Henri Derre om een nieuwe feestzaal te bouwen. De monumentale ingang met korfboogpoort ervan werd versierd met het wapenschild van Antonius Stillemans. In 1994 ging de feestzaal in vlammen op, maar de gevel met wapenschild kon gered worden.
De school evolueerde later van klein seminarie voorbereidend op het priesterschap naar een gemengde school voor middelbaar onderwijs. In 1955 startte de eerste editie van het schoolblad Ic Hou.
Aan het kleinseminarie gaven tal van bekende geestelijken les als Antoon Stillemans, Anton van Wilderode (Cyriel Paul Coupé), Monseigneur Daem en August Nobels. De laatste superior, Daniel De Smet, ging op 1 januari 2000 met pensioen. Hij werd opgevolgd door lekendirecteur Walter Roggeman. Door het toevoegen van een kleuterschool in 2002 breidde de school (met kleuters, lagere en middelbare scholieren) uit.

### Vlaams-nationalisme
Het Seminarie is lokaal gekend als een Vlaamsgezinde school, vooral verschillende bekende leerkrachten en leerlingen behoren tot de Vlaamse beweging. August Borms liep school in het klein seminarie, en is er nog niet vergeten. Ook Filip De Pillecyn en Wouter Van Bellingen zaten op deze school, beiden bekend om hun Vlaams-nationalisme. Daarnaast gaven ook de Vlaamsgezinde geestelijken Anton van Wilderode en kanunnik Hendrik Claeys er les, die de jonge Amaat Joos schoolde. Tijdens het episcopaat van Mgr. Stillemans werd de Vlaamsgezinde leerkrachten talrijker in aantal, hetgeen zich manifesteerde in een cultureel bewustzijn. In 2005 herdacht voormalig superior Desmet de geëxecuteerde collaborateur met een herdenkingsmis, waarvoor hij scherp bekritiseerd werd. De eerste lekendirecteur verliet in 2014 het SJKS toen hij raadgever onderwijs werd op het kabinet van N-VA-minister Geert Bourgeois.

## Sint-Antoniuskerk
De 17de-eeuwse kapel is een monument en het oudste religieus erfgoed uit Sint-Niklaas. Deze zaalkerk werd in 1689-1696 gebouwd voor het voormalige klooster der minderbroeders-recolletten. In de kapel vind zich het familiegraf van het adellijke huis de Jonghe, die in de 17de eeuw weldoeners waren van het klooster. In 1896 Werd er boven de poort een beeld van Sint-Antonius geplaatst, geboetseerd door Jan Frans Van Havermaet.
De kerk heeft een opvallend stijlzuiver meubilair: barok hoofdaltaar (in de vorm van een aedicula achter de mensa (tafel)), zes beelden (de heiligen Johannes van Capestrano, Bonaventura, Bernardinus van Siena, Lodewijk van Toulouse, Petrus van Alcántara, Fransiscus Solano, heilige Clara, Rosa van Viterbo, Paschalis Baylon en Didace van Alcala). De preekstoel, met beeltenis van Sint-Antonius wordt aan broeder Jan Boecksent (1660 - 1727) toegeschreven. De eiken communiebank en de zes biechtstoelen worden ook toegeschreven aan Boecksent. De eiken koorbanken zijn gesneden door Adriaan Nijs, in rococostijl.
In het schip hangen twaalf grote doeken, die de witte muren kleur geven; tien zijn toe te schrijven aan Lukas de Meyere omstreeks 1728: Johannes van Capestrano op het slagveld van Belgrado, Elisabeth van Thüringen, Rosa van Viterbo en het rozenwonder, Clara van Assisi, de heilige Coleta in extase, De heilige Drievuldigheid en Onze Lieve Vrouw, Margaretha van Cortona, de prediking van Petrus van Alcántara, de boetedoening van Sint-Franciscus, Jozef met het kind Jezus, Sint-Bonaventura en Theresia van Ávila in extase. In 1994 brak er een brand uit waarbij de kapel ternauwernood aan de vlammen ontsnapte. Een deel van de 18de-eeuwse vleugel met trappenhuis ging in vlammen op. Korte tijd later werd de zogenaamde feestzaal kwaadwillig in de as gelegd.
Het romantische orgel telt 2 klavieren en draagt de signatuur van Vereecken uit Gijzegem. In de toren hangt een luidklokje, dat thans buiten gebruik is. Tot ver in de jaren '90 was de kapel, quasi dagelijks in gebruik. Voor hoogmissen deed de superior beroep op het knapenkoor In dulci Jubilo.
In de volksmond wordt deze kapel de Collegekerk genoemd.

## Bekende oud-leerlingen

### Geestelijken
- Mgr. Henry Gabriels (1838-1921) - bisschop van Ogdensburg (New York)
- Mgr. Auguste Van de Vyver (1844-1911) - bisschop van Richmond (VS)
- Kan. Amaat Joos (1855-1937) - taalkundige[12]
- Kan. Adolphe Hebbelynck (1859-1939) - rector magnificus aan de KU Leuven
- Pater Jozef Segers (1868 - 1900) -  missionaris scheutist en martelaar
- Mgr. Eduard Van Goethem, apostolisch vicaris van Conquilhatstad
- Mgr. Honoré Jozef Coppieters (1874-1947) - bisschop van Gent
- Edward Poppe (1890-1924) - zalig verklaarde priester[13]
- Ignace De Sutter, diocesaan inspecteur voor het muziekonderwijs
- Pater Gustaaf Drossens (1892-1962) - Missionaris Scheutist
- Kard. Gustaaf Joos (1923-2004) - pastoor te Landskouter
- Piet Thomas,  doctor in de Germaanse filologie
- pater Jeroom Heyndrickx (1931) - missionaris van Scheut
- Mgr. Dirk Smet (1949) - rector Belgisch Pauselijk College te Rome

### Politici
- Alfons Siffer - politicus
- August Borms (1878-1946) - politicus[14]
- Romain De Vidts (1890-1962) - burgemeester
- Willy Van Gerven (1897-1969) - advocaat en politicus
- Emiel Van Haver (1899-1966) - politicus en oorlogsburgemeester van Sint-Niklaas
- Maurits Coppieters (1920-2005) - politicus
- Leo Blindeman (1921-1994) - politicus
- Willem Melis -politicus
- Jan Verniers (1928-2019) - advocaat en politicus
- Kris Merckx (1944) - politicus
- Vincent Stuer (1975) - politicus
- Peter Buysrogge (1976) - politicus
- Joris Poschet (1983) - politicus
- Conner Rousseau (1992) - politicus
- Lore Baeten (1995) - politica
- Filip Brusselmans (1997) - politicus

### Anderen
- Prof. dr. Albert Reychler (1854 - 1938) - hoogleraar scheikunde
- Leo Van Puyvelde (1882-1965) - Belgische kunsthistoricus en conservator
- Filip De Pillecyn (1891-1962) - schrijver
- Gerard Diels (1897-1956) - Nederlands journalist en letterkundige
- Camil Van Hulse (1897-1988) - componist
- Fernand Van Durme - Componist
- Paul Snoek (1933-1981) - dichter en prozaschrijver
- Jan Vermeire (1919-1998) - stichter Poverello
- Jean Walter - kleinkunstenaar
- Johan De Fré (1952) - beeldend kunstenaar
- Dany Verstraeten (1955) - nieuwslezer
- Tom Lanoye (1958) - romancier
- Jan Verheyen (1963) - filmregisseur
- Tim Pauwels (1971) - journalist
- Alex Callier (1972) - muzikant
- Bruno Vanden Broecke (1974) - acteur
- Kris De Wree (1981) - voetballer
- Thomas Vanderveken (1981) - presentator
- Eline De Munck (1988) - presentatrice
- Lise Van Hecke (1992) - volleybalster

## Bestuur
Gedurende bijna 200 jaar werd het Klein-Seminarie bestuurd door een superior, een priester van het bisdom Gent die door de bisschop werd benoemd en vaak gekozen onder de priester-leraren van het Klein-Seminarie, bij wijze van bevordering. In 1999 werd voor het eerst een leek tot directeur benoemd.

### Superior

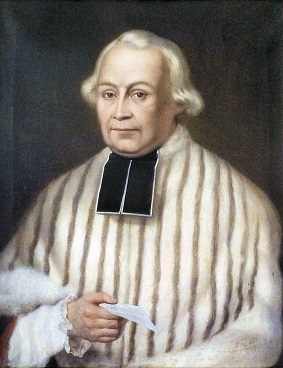
kanunnik Bernardus de Smet, tweede superior

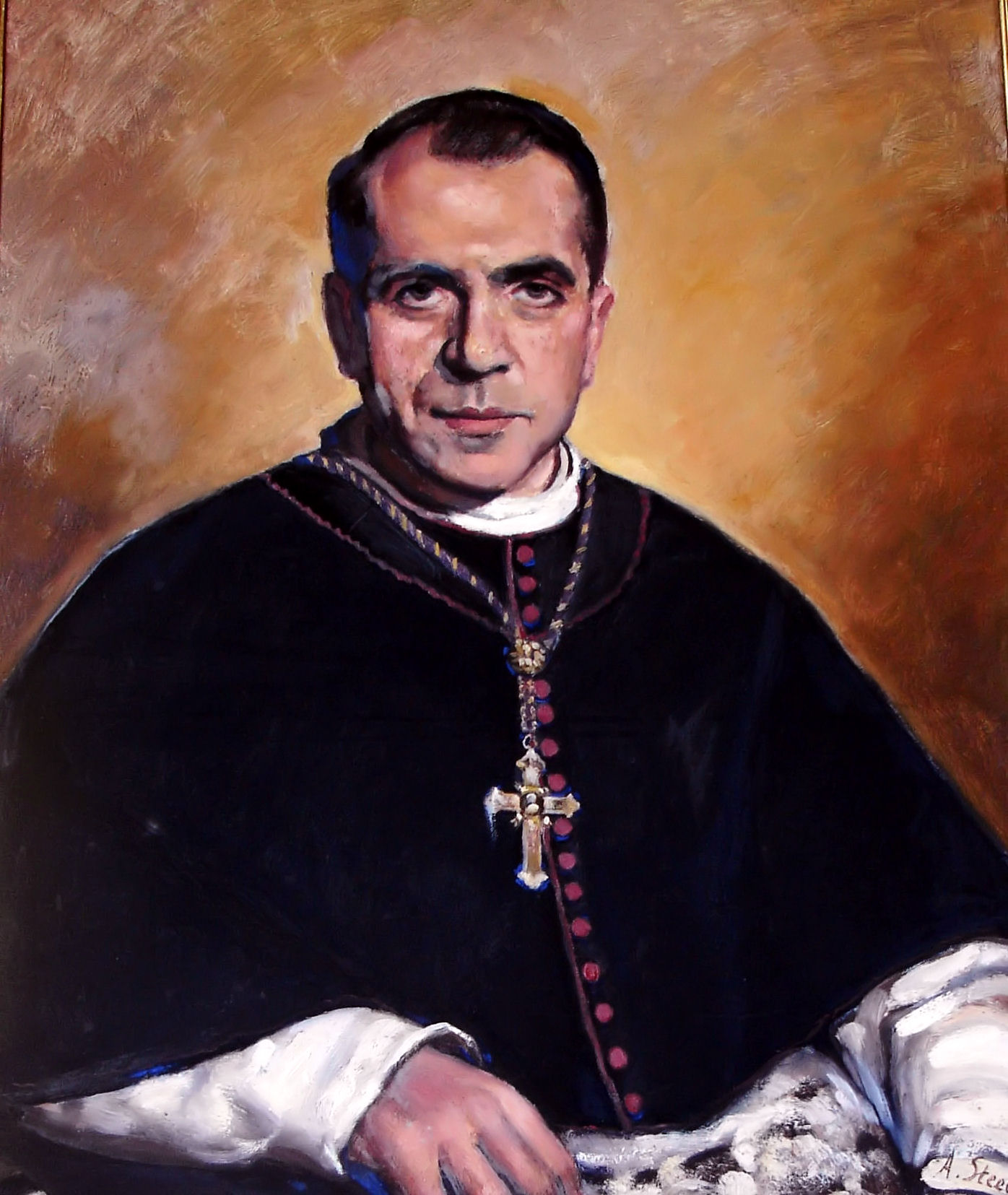
kanunnik Kamiel Vinck, veertiende superior; deken van Sint-Niklaas;

- Guillaume De Smet (1770-1849), eerste superior; vicaris-generaal; 23 april 1808 - 23 december 1812
- Bernard De Smet (1774-1842), tweede superior; penitencier; 1814 - 1815
- Petrus Willems (1781-1861), derde superior; 1815 - 1826 en 14 januari 1830 - 1846
- Bernard Du Bois (1810-1879), vierde superior; vicaris-generaal en aartsdiaken; 10 september 1846 - 1860
- Antoon Stillemans (1832-1916), vijfde superior; 24ste bisschop van Gent; 1868 - 1888
- Carolus Massez (1843-1919), zesde superior; inspecteur middelbaar onderwijs; 25 augustus 1888 -1901
- Raymond De Groote (1874-1937), zevende superior; 15 april 1901 - 1910
- Kamiel Beeckman (1874-1936), achtste superior; deken van Sint-Niklaas; 5 september 1910 - 1926
- Felix Vercruyssen (1892-1952), negende superior; vicaris-generaal; 1926 - 1936
- Hubert Van Goethem (1899-1953), tiende superior; pastoor Gent, Sint-Anna; 1936 - 1944
- Jules Victor Daem (1902-1993), elfde superior; bisschop van Antwerpen; 1944 - 1950
- Georges Bruynincx (1903-1978), twaalfde superior; algemeen directeur Liefdezusters van de Verrezen Zaligmaker ;8 augustus 1950 - 28 april 1953
- Albert Zwaenepoel (1911-1955), dertiende superior; overleden in functie; 1953 - 1955
- Kamiel Vinck (1916-2007), veertiende superior; deken van Sint-Niklaas; 1955-1963
- Georges De Lange (1925-2020), vijftiende superior; Vicaris-generaal; 1963-1974
- Daniël De Smet (1934-2024), laatste superior; Aalmoezenier van de Katholieke Filmliga; 1974-1999

### Directeur
- Walter Roggeman: 1999-2014
- Marc Buytaert: 2014-2019
- Bernard Jadoul: 2019-heden

## Bekende leerkrachten
Onder het leraarkorps waren aanvankelijk vooral jonge priesters die later elders carrière maakten. De meeste priesters doceerden slechts een korte tijd aan de school.
- Anton van Wilderode (1918 - 1998) - priester-dichter, pseudoniem van Cyriel Paul Coupé
- Maurits De Baets - president van het Grootseminarie Gent[17]
- Lucien De Bruyne - directeur van het Pauselijke Commissie voor Gewijde Archeologie[17]
- Marc Caudron - secretaris-generaal van de Fédération internationale des universités catholiques[17]
- Hendrik Claeys - kanunnik en doctor honoris causa aan de Katholieke Universiteit Leuven.[17]
- Monseigneur Oscar-Jozef Joliet (1878 - 1969) - hulpbisschop van Gent[17]
- Patrick Meersschaert (1959 - 2010) - wereldkampioen mountainbike bij de 40+ in 2005, 2006 en 2007
- Pierre-Louis Stillemans - kanunnik van het Sint-Baafskapittel (zie foto)
- Gustave De Battice - titulair bisschop van Pella en coadjutor van het Bisdom Gent[17]
- Jacobus Wallaert (1790-1848) - pastoor-deken Torhout, lid van het Nationaal Congres[18]
- Jean-Baptiste van de Kerchove
- Mgr. Jozef Coppens
- André Roelant
- Miel Swillens - columnist

## Richtingen
Op de school zijn alle studierichtingen van het Algemeen secundair onderwijs te volgen, met uitzondering van Grieks-Wetenschappen en Economie-Wetenschappen.

## Trivia
- De school is ook bekend uit de roman Kartonnen Dozen van ex-leerling Tom Lanoye, waarin het deels gesatiriseerd wordt.[19]
- In 2004 waren ze de beste Belgische school voor wiskunde volgens de OESO[20] en in 2007 volgens hun score in de Kangoeroewedstrijd.[21]